# Научный юмор

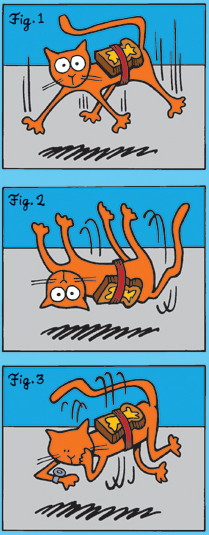
Пример научного юмора: шуточный парадокс кошки с маслом

Научный юмор — вид профессионального юмора, который основан на необычных или парадоксальных аспектах научных теорий и научной деятельности. Как всякий профессиональный юмор, научный юмор нередко непонятен людям, не обладающим достаточными знаниями в соответствующей области.
Также к научному юмору можно отнести высмеивание некоторых аспектов науки или отдельных учёных.
Иногда сама концепция научного юмора встречается с непониманием. Известен телефонный разговор составителей сборника «Физики шутят» с представителем неназванной научной организации, в котором последний заявил, что «наши сотрудники занимаются серьёзными делами, и им не до шуток».

## Научный юмор по наукам

### Математический юмор
Математический юмор — вид научного юмора, который основан на необычных или парадоксальных аспектах математических теорий. Математический юмор часто упоминается в мультсериалах, в создании сценариев которых принимали участие учёные (например, «Футурама»).
Разнообразные математические анекдоты, а также забавные истории, формулы и т. д. собраны в книге С. Н. Федина «Математики тоже шутят».

### Естественные науки

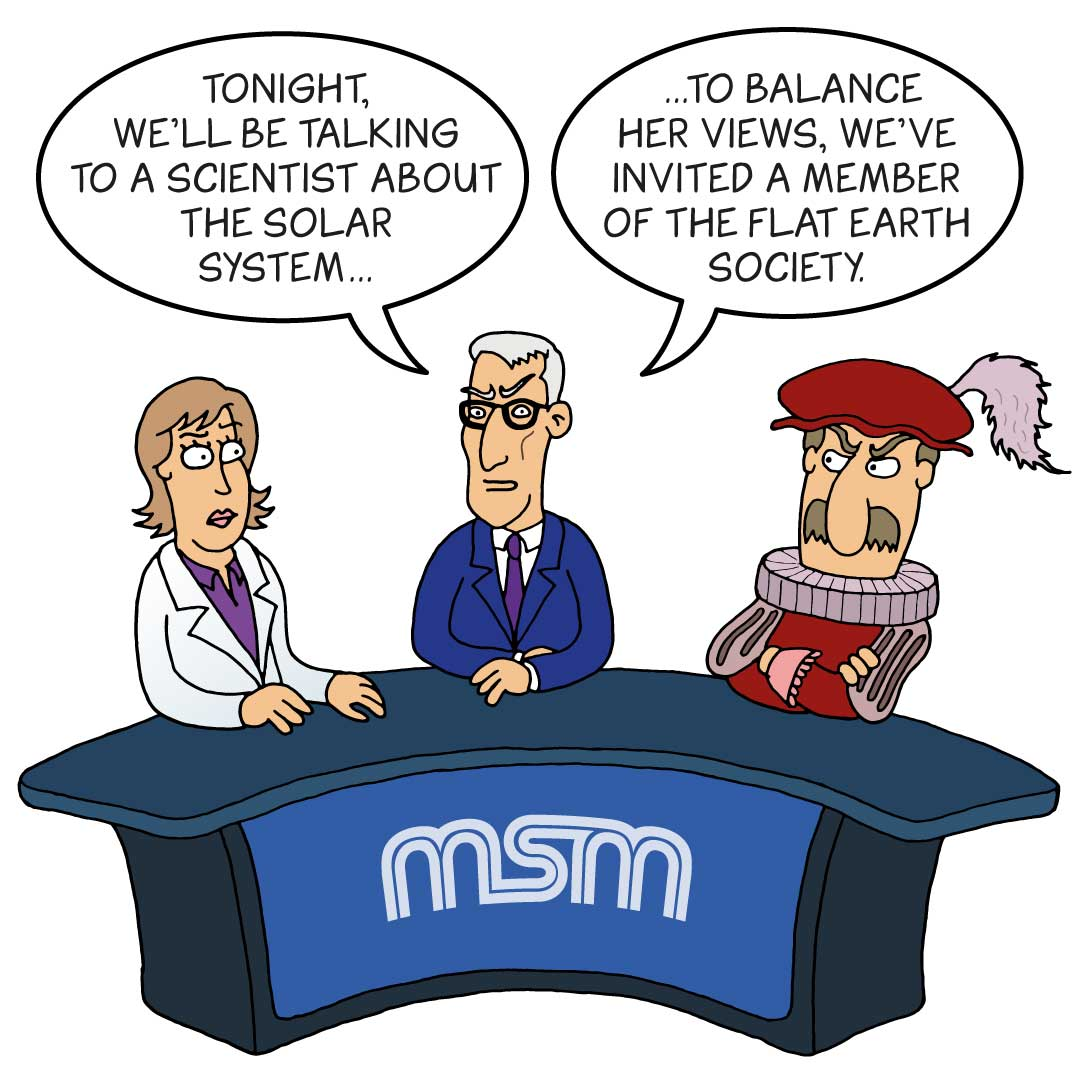
Ложный баланс в СМИ, Джон Кук, Skeptical Science: «В сегодняшнем ночном эфире мы побеседуем с учёным о Солнечной системе …Чтобы сбалансировать её взгляды, мы пригласили члена Общества плоской Земли»

В естественных науках также существует научный юмор — в области физики, химии, и биологии.
В области физики это и парадоксальные статьи, «законы», и мысленные эксперименты. Существуют случаи, когда физические статьи в серьёзных научных журналах печатаются в шуточной форме. Бывают откровенные статьи-шутки (например статья «Небеса горячее чем ад») и шутки, замаскированные под серьёзные статьи.
Благодаря научным открытиям XX века, среди учёных стали распространяться физические парадоксы и мысленные эксперименты, в том числе и шуточные. Благодаря вниманию науки к необычным закономерностям в жизни были открыты такие «законы», как Закон бутерброда и Закон падающей кошки. Учёные-шутники объединили их в один шуточный парадокс и мысленный эксперимент — Парадокс кошки с маслом.
Примером химического юмора может служить розыгрыш о широко распространённом и чрезвычайно вредном веществе — монооксиде дигидрогена. Есть и пародии на периодическую таблицу химических элементов Менделеева (например, периодическая таблица отвергнутых элементов Майкла Гербера и Джонатана Шварца).
Известен и биологический юмор — в качестве примера можно привести ринограденции — вымышленный отряд млекопитающих, описанный также вымышленным немецким натуралистом Харальдом Штюмпке. (Как животные, так и учёный были творениями Герольфа Штайнера, зоолога, профессора университета Карлсруэ, который почерпнул вдохновение из стихотворения Христиана Моргенштерна).
В 1995 году в сборнике научных статей вышла работа с описанием несуществующего вида Hahnla mammifera — слепых пауков, которые выкармливают свою молодь через паутинные бородавки.

## Виды научного юмора
Не существует каких-либо классификаций научных шуток.

### Научные анекдоты
Научные анекдоты — короткие смешные истории про учёных и науку. Часто в этих историях высмеиваются какие-либо научные теории или законы. Есть научные анекдоты, высмеивающие каких-то определенных ученых.
Существуют научные анекдоты, высмеивающие непрактичность и излишнее теоретизирование учёных. Например, известен анекдот, в котором физик вместо того, чтобы придумать способ для определения коня, который победит на скачках, построил модель для победы сферического коня в вакууме. Анекдот приписывается израильскому биофизику Аарону Кациру-Качальскому.

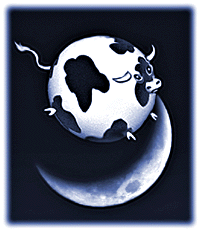
Сферическая корова в вакууме

Выражение стало идиомой, обозначающей некую идеальную концепцию, максимально оторванную от реальной жизни. В физике часто для упрощения и обобщения задачи делаются допущения, приближающие ситуацию к идеальной. Например, в классической механике часто прибегают к абстрактному понятию абсолютно упругого тела; в электродинамике и оптике используется описание поведения электромагнитных волн в вакууме (что более достижимо, чем абсолютная упругость); в термодинамике газов и аэрогазодинамике распространено применение математической модели идеального газа; в 1878 году П. Л. Чебышёв выступил в Париже с докладом на тему «О кройке одежды», который начал словами: «Для простоты, дамы и господа, предположим, что человеческое тело имеет форму шара», чем немало поразил слушателей-нематематиков. Впоследствии смысл был перенесён на любую ситуацию, в которой упрощённые идеализированные модели выдаются за реальные практические достижения.
В европейской традиции аналогичную функцию выполняет сферическая корова как теоретическая модель для повышения удойности. Однако анекдот о сферическом коне известен во всём научном мире и часто цитируется в текстах, где обсуждается абстрагирование как научный метод, само же выражение «сферический конь» используется без дополнительных пояснений как метафора избыточно абстрактной, упрощённой модели. Пример использования:

Simulations were performed for up to 150 simplified spherical horse heart cytochrome c molecules in the presence of a charged surface, which serves as an approximate model for a lipid membrane. (Из аннотации статьи).

- В одном из пародийных псевдодокументальных фильмов из цикла «Brass Eye[англ.]» имеется эпизод, в котором ведущий, Крис Моррис, рассказывает о неэтичности производства говядины из сферических коров.
- В девятом эпизоде первого сезона комедийного телесериала «Теория Большого взрыва», повествующего о жизни двух молодых талантливых физиков, Леонард Хофстедтер произносит эту фразу в несколько изменённом виде — «сферические куры в вакууме»[13].
- Название «Spherical Cow» («Сферическая корова») было выбрано в качестве кодового имени для Линукс-дистрибутива Fedora 18[14].

### Научные шутки-пародии на религию
В основном, научные шутки-пародии на религию это либо знак пародии, сатиры, критики, протеста против религии и псевдонауки, например «Летающий Макаронный Монстр», «Разумное падение» или «научная» еффатистская церковь, либо научно-атеистические аналогии и мысленные эксперименты, например мысленный эксперимент «Чайник Рассела».

### Шуточные научные конференции
Примером шуточной научной конференции является традиционная «Апрельская псевдонаучная конференция», ежегодно проводящаяся на физическом факультете МГУ (четвёртая такая конференция прошла в 2014 году).

### Шуточные научные статьи
Шуточные научные статьи могут иметь откровенно шуточную форму. Например, статья «Небеса горячее чем ад», опубликованная в журнале Applied Optics в 1972 году, доказывающая помещённый в её заглавие тезис с помощью цитат из Ветхого Завета и современной термодинамики. В качестве другого примера можно привести статью «Неудачная попытка самостоятельно преодолеть творческий кризис», опубликованную в журнале J Appl Behav Anal., которая цитируется учеными как ссылка на причину, по которой часть результатов труда ученых не публикуется. В 2007 году в том же журнале было опубликовано продолжение этой «работы» — статья «A Multisite Cross-Cultural Replication of Unsuccessful Self-Treatment of Writer’s Block». Ещё одним примером шуточной научной статьи является публикация «О сохранении силы в одном классе аксиоматических систем», в которой построена математическая модель взаимодействия божественной и бесовской силы на основании текстов Ветхого и Нового заветов.
Иногда шуточные статьи маскируются под серьёзные исследования. Классический пример публикации такого рода — заметка «К квантовой теории абсолютного нуля температуры», опубликованная в физическом журнале Die Naturwissenschaften. Статья заведомо абсурдным образом связывала две физические постоянные — постоянную тонкой структуры и абсолютный ноль температуры по шкале Цельсия — и ввела в заблуждение редакторов журнала, которые восприняли её всерьёз. Псевдонаучные статьи могут быть направлены на проверку авторитетности научного журнала (знаменитая статья «Корчеватель»).
В то же время обычные научные статьи иногда могут восприниматься несерьёзно, что, например, отражается в присуждении Шнобелевской премии.

### Шуточный научный метод
Шуточный научный метод — юмористическое изложение основных способов получения новых знаний.
Теоретический вид научного метода (теории, гипотезы) научные шутники показывают либо в виде мысленных экспериментов и парадоксов (например чайник Рассела и парадокс кошки с маслом), либо в виде шуточных законов (например закон Мерфи, закон Паркинсона, Эффект Чизхолма, и три закона Кларка).
Три первых шуточных закона связаны больше с жизнью и философией, чем с наукой. По своим формулировкам это парадоксальные законы. Созданные как шутки, они действуют в быту и в работе.
Три закона Кларка же связаны в первую очередь с наукой. И это не удивительно, так как Артур Кларк не только фантаст и футуролог, но и учёный.

### Шуточное науковедение
В качестве примера такового можно привести число Эрдёша (англ. Erdős number) — шуточный метод определения кратчайшего пути от какого-либо учёного до венгерского математика Пола Эрдёша по совместным научным публикациям.
Эрдёш написал за свою жизнь 1475 статей, причём многие из этих работ были созданы в соавторстве. Традиционно в математике совместная статья является скорее исключением, чем правилом, поэтому наличие такого большого числа соавторов породило в фольклоре математиков понятие «число Эрдёша».

### Шуточные научные премии
Как таковых, шуточных научных премий почти нет. Самая известная из них — Шнобелевская премия, пародия на престижную в научном сообществе Нобелевскую премию.
В 2006 году на сайте Молбиол присуждалась шуточная виртуальная премия им. Эдельвейса Машкина.

### Научные комедии
Научная комедия (учёная комедия) — вид научного юмора, используемый в театре или кино. Первоначально был жанром итальянской драматургии и театра эпохи Возрождения.
Жанр используется для высмеивания тех или иных сторон науки и псевдонауки. Например, существует пьеса «Защита диссертации», высмеивающая формальную процедуру защиты диссертации и поднимающая проблему значимости труда и вклада в науку отдельного учёного.
У Физтеха есть эстрадные номера, которые можно назвать научными комедиями. Один из эстрадных номеров — «Лекция об изменении системы единиц в математике».

### Шуточные научные песни
Песни, в которых фигурирует:
- Шуточный образ учёного, высмеиваются особенности некоторых представителей, чудачества: «Товарищи учёные» (Владимир Высоцкий), «Жалоба учёного» (книга Дж. Уиндема «Кракен пробуждается»).
- Научные проблемы: Д. Фроман в своей речи на банкете, состоявшемся после конференции по физике плазмы, в Колорадо-Спрингс прочитал сочиненную им балладу о космонавте[26]. В шуточном научном журнале «Журнал шутливой физики» была опубликована научная песня-пародия на английское стихотворение «Дом, который построил Джек»[27]. В научном фольклоре студентов МИФИ и МФТИ есть шуточные научные песни («Застольная физическая» и др.)[28]. Проблемам науки посвящены и «„Товарищи учёные“ 30 лет спустя» Тимура Шаова[29].

### Научные карикатуры
Чтобы высмеять те или иные стороны науки учёные, журналисты, художники, а также просто люди, умеющие рисовать, время от времени рисуют научные карикатуры.

### Научные розыгрыши
Существует в научной среде ещё один вид научного юмора — научный розыгрыш. Хоть и не всем учёным этот вид шутки нравится, случались ситуации, в которых учёные разыгрывали друг друга.

## Распространение научного юмора

### Шуточные научные журналы
Журналы «Анналы невероятных исследований» и «Журнал невоспроизводимых результатов», описывают необычные и смешные научные исследования. Ещё один журнал, «Speculative Grammarian», содержит чисто лингвистические шутки. Других специализированных шуточных журналов нет. За исключением двух непериодических физических шуточных журналов — «Журнала шутливой физики» (The Journal of Jocular Physics) и «Журнала непонятной физики» (Journal of Unclear Physics, в оригинальном названии игра слов: Nuclear/Unclear) — шутки которых часто использовались в книге «Физики шутят».
Кроме того, в серьёзных научных и научно-популярных журналах есть рубрики, посвящённые научным шуткам. Например, в журнале «Квант» есть рубрика «Квант улыбается», в которой публикуются научные шутки и статьи.

### Шуточные научные книги
Ярким примером является изданная в СССР серия из трёх книг «Физики шутят»: «Физики шутят», «Физики продолжают шутить», «Физики всё ещё шутят» — сборников научного юмора всех видов из советских и зарубежных источников, по большей части касающегося физики и математики. В 1966 году вышла первая из серии книга «Физики шутят». Книга вызвала настоящий ажиотаж и популярность, не только у физиков, но и у других учёных и людей интересующихся наукой.
Есть ещё одна шуточная физическая книга Левинштейна «Когда физики ещё шутили», в которой собраны короткие забавные истории про учёных. Существуют также другие шуточные научные книги с похожим названием про лингвистов, химиков, и психологов.
Также выпускаются общие сборники научного юмора, то есть сборники шуток не определённой науки, а в целом всей науки. Например, в 2006 году вышла книга «Физики смеются. Но смеются не только физики», в которой собраны не только шуточные статьи и анекдоты, но и научные карикатуры и смешные советы. Также есть книга-сборник «101 научная шутка» и книга «Абсолютная невесомость: Научные шутки, цитаты и анекдоты».
Кроме того, выпускаются не только сборники юмора, но и чисто авторские произведения: книга историка Сирила Норткота Паркинсона «Законы Паркинсона» и книга Артура Блоха «Законы Мэрфи».
На физическом факультете КНУ один раз в несколько лет выходит сборник «физики шутят» с цитатами преподавателей.

## Научный юмор в искусстве

### Мультсериалы
В мультсериале «Футурама», который создан бывшими учёными, ставшими сценаристами мультсериала, довольно часто упоминается научный юмор, наиболее часто — математический. В Футураме много упоминаний необычных чисел, иррациональных чисел, больших вычислений, шуток про Принцип неопределённости Гейзенберга, кота Шрёдингера, бутылку Клейна и даже была в одной из серий пародия на кота Шрёдингера — Пёс Виттена.
В мультсериале «Пинки и Брейн» главный герой Брейн часто в своих монологах и диалогах упоминает научные шутки. Например, в начальной заставке Брейн пишет Теорию всего на школьной доске.
В мультсериале «Симпсоны» нередко появляются математические и другие научные шутки. Для Симпсонов было написано более ста математических шуток различных видов, от фальшивых уравнений и доказательств до шуток о математической неграмотности большинства зрителей сериала. Научные шутки сериала создаются бывшими учёными, среди которых есть и математики с докторской степенью.
В мультсериале «Приключения Джимми Нейтрона» используется игра слов и научные шутки.
В мультсериале «Рик и Морти», повествующем о приключениях гениального учёного Рика Санчеса и его внука, постоянно появляются научные шутки, а также пародируются различные научно-фантастические идеи.

### Телесериалы
В популярной американской ситуационной комедии «Теория Большого взрыва» рассказывается о совместном проживании двух одарённых физиков, Леонарда и Шелдона, и их комичном общении с окружающим миром посредством физико-математических формулировок и терминов.

### Книги
В трилогии книг «Автостопом по Галактике» наряду с тонким английским юмором упоминается научный юмор. Например, в конце девятой главы первой книги Артур говорит Форду:

— Форд! — выговорил он, — там, снаружи, бесконечно много обезьян. И
они хотят обсудить с нами «Гамлета», который у них получился.

Фраза Артура является намеком на теорему о бесконечных обезьянах.
В книге «Понедельник начинается в субботу» при помощи научного юмора рассказывается про сказочный НИИЧАВО.
Интеллектуальный и научный юмор упоминается в рассказах и романах Станислава Лема: например, в рассказах и повестях об Ийоне Тихом.
Научный юмор также присутствует в книгах Джона Уиндема: например, в книге «Кракен пробуждается» присутствует шуточная песня про учёного, названная одним из героев романа «Жалоба учёного».